# Liste der Straßennamen von Deisenhausen
Die Liste der Straßennamen von Deisenhausen listet alle Straßennamen von Deisenhausen und den Ortsteilen Nordhofen, Oberbleichen und Unterbleichen auf. 

## Liste geordnet nach den Orten
In dieser Liste werden die Straßennamen den einzelnen Orten zugeordnet und kurz erklärt.

### Deisenhausen
| Straßenname                 | |
| --------------------------- | --- |
| Ahornweg                    | benannt nach den Baumarten der Ahorne |
| Am Dorfplatz                | Dorfplatz |
| Am Griesberg                | frühere Bezeichnung des Flurbereichs |
| Am Grund                    | frühere Bezeichnung des Flurbereichs |
| Am Gschlag                  | frühere Bezeichnung des Flurbereichs |
| Am Hussenberg               | frühere Bezeichnung des Flurbereichs |
| Am Lettenberg               | frühere Bezeichnung des Flurbereichs |
| Am Mühlbach                 | benannt nach dem Deisenhauser Mühlgraben |
| Am Wasserberg               | frühere Bezeichnung des Flurbereichs |
| Am Wiesengrund              | frühere Bezeichnung des Flurbereichs |
| An der Günz                 | benannt nach dem Fluss Günz, die durch Deisenhausen fließt |
| Birkenweg                   | benannt nach den Baumarten der Birken |
| Bleicher Straße             | benannt nach den Dörfern Ober- und Unterbleichen, in die die Verlängerung der Straße führt |
| Buchenweg                   | benannt nach der Baumart Buche |
| Bürgermeister-Schmid-Straße | benannt nach dem verstorbenen Bürgermeister Otto Schmid (1977–1996), † August 1998 |
| Eichenweg                   | benannt nach den Baumarten der Eichen |
| Erlenweg                    | benannt nach den Baumarten der Erlen |
| Fliederweg                  | benannt nach der Gehölzart Flieder |
| Flurstraße                  | der frühere Feldweg welchem vom alten Oberdorf in die östlichen Fluren führte |
| Günztalstraße               | benannt nach dem Fluss Günz, die durch Deisenhausen fließt |
| Haldeweg                    | benannt nach dem Ort, an dem in früherer Zeit der Abfall des Dorfes entsorgt wurde |
| Hinterer Berg               | Deisenhausen erstreckt sich entlang der östlichen Hangleite des Günztals, im mittelalterlichen Deisenhausen war diese Straße, von Süden, der Kirche her kommend, der Berg der vom Oberdorf hinten wieder ins Tal hinunter führte     |
| Hochstraße                  | zieht sich entlang der Hangkante vom Oberdorf hin und führt zum nördlich gelegenen Weiler Nordhofen |
| Krumbacher Straße           | benannt nach der Stadt Krumbach (Schwaben), in die die Verlängerung der Straße führt (Staatsstraße 2019) |
| Nattenhauser Straße         | benannt nach dem Nachbardorf Nattenhausen, in das die Verlängerung dieser Straße führt (Kreisstraße GZ 13) |
| Plättlingsweg               | frühere Bezeichnung des Flurbereichs |
| Raiffeisenstraße            | diese Straße war früher der nördliche Ortsrand des Dorfes Deisenhausen. An dieser Straße wurde Anfang der 60er Jahre die Schalterräume und das Landwirtschaftliche Warenlagerhaus des Spar- und Darlehensvereins Deisenhausen gebaut |
| Schildbachstraße            | benannt nach dem Bach Schildbach, der an diesen Flurbereich angrenzt und weiter nördlich in die Günz mündet |
| Schloßhofstraße             | die "Hauptstraße" im früheren Ober(Haupt)dorf, in welcher das frühere Schloss und auch der Schlossbauernhof nachgewiesen sind |
| Vorderer Berg               | Deisenhausen erstreckt sich entlang der östlichen Hangleite des Günztals, im mittelalterlichen Deisenhausen war diese Straße, von Süden, der Kirche kommend, der erste (vordere) Berg der zum Oberdorf hochführte                    |
| Vöhlinstraße                | benannt nach der Patrizierfamilie Vöhlin |
| Ulmer Straße                | benannt nach der Stadt Ulm, in die die Verlängerung der Straße führt (Staatsstraße St 2019) |
| Ungelter Weg                | benannt nach der Ulmer Kaufmannsfamilie Ungelter welche in Deisenhausen zum Lehen hatte |

### Oberbleichen
| Straßenname  |                                                                   |
| ------------ | ----------------------------------------------------------------- |
| Am Ängerle   | benannt nach dem Flurnamen                                        |
| Am Haldeberg | benannt nach dem Flurnamen                                        |
| Am Mühlberg  | benannt nach dem Flurnamen                                        |
| Gartenstraße |                                                                   |
| Kirchberg    | benannt nach dem Kirchberg, auf dem die Oberbleicher Kirche steht |
| Lerchenweg   | benannt nach der Vogelart Lerche                                  |
| Lindenstraße | benannt nach den Baumarten der Linden                             |
| Mühlstraße   | benannt nach der Oberbleicher Mühle                               |
| Riedweg      | benannt nach den ehemaligen Niedermoorflächen (Ried) im Günztal   |
| Ziegelweg    |                                                                   |

### Unterbleichen
| Straßenname   |                                                                                     |
| ------------- | ----------------------------------------------------------------------------------- |
| Am Brühl      | benannt nach den feuchten Wiesen im Günztal (Brühl bedeutet feuchte sumpfige Wiese) |
| Bergstraße    | führt auf den Schloßberg                                                            |
| Buchhalde     | benannt nach dem Flurnamen                                                          |
| Grasweg       |                                                                                     |
| Hauptstraße   | Hauptstraße des Dorfes (Kreisstraße GZ 6)                                           |
| Mühlstraße    | benannt nach der Unterbleicher Mühle                                                |
| Rosenstraße   | benannt nach den Blumen                                                             |
| Schloßberg    | benannt nach dem Schloßberg                                                         |
| Schulstraße   | benannt nach der ehemaligen Schule                                                  |
| Sportplatzweg | führt zum Sportplatz, der zwischen Unter- und Oberbleichen liegt                    |
| Sühnekreuzweg |                                                                                     |
| Tulpenweg     | benannt nach den Blumen                                                             |

### Nordhofen
| Straßenname |                              |
| ----------- | ---------------------------- |
| Nordhofen   | Häuser haben nur Hausnummern |

### Zum Gemeindegebiet gehörende Einöden
| Weiler / Einöde | Straßenname      |                                                                                 |
| --------------- | ---------------- | ------------------------------------------------------------------------------- |
| Ende            | Billenhauser Weg | benannt nach dem Dorf Billenhausen, in das die Verlängerung dieser Straße führt |
| Lochfeldhof     | Lochfeldhof      |                                                                                 |
| Kiesberg        | Kiesberg         |                                                                                 |

## Alphabetische Liste
In Klammern ist der Ort angegeben, in dem die Straße ist.
| - Ahornweg (Deisenhausen) - Am Ängerle (Oberbleichen) - Am Brühl (Unterbleichen) - Am Dorfplatz (Deisenhausen) - Am Griesberg (Deisenhausen) - Am Grund (Deisenhausen) - Am Gschlag (Deisenhausen) - Am Haldeberg (Oberbleichen) - Am Hussenberg (Deisenhausen) - Am Lettenberg (Deisenhausen) - Am Mühlbach (Deisenhausen) - Am Mühlberg (Oberbleichen) - Am Wasserberg (Deisenhausen) - Am Wiesengrund (Deisenhausen) - An der Günz (Deisenhausen) - Bergstraße (Unterbleichen) - Billenhauser Weg (Ende) - Birkenweg (Deisenhausen) - Bleicher Straße (Deisenhausen) - Buchenweg (Deisenhausen) - Buchhalde (Unterbleichen) - Bürgermeister-Schmid-Straße (Deisenhausen) - Eichenweg (Deisenhausen) - Erlenweg (Deisenhausen) - Fliederweg (Deisenhausen) - Flurstraße (Deisenhausen) - Gartenstraße (Oberbleichen) - Grasweg (Unterbleichen) - Günztalstraße (Deisenhausen) - Haldeweg (Deisenhausen) - Hauptstraße (Unterbleichen) - Hinterer Berg (Deisenhausen) - Hochstraße (Deisenhausen) | - Kiesberg (Kiesberg) - Kirchberg (Oberbleichen) - Krumbacher Straße (Deisenhausen) - Lerchenweg (Oberbleichen) - Lindenstraße (Oberbleichen) - Lochfeldhof (Lochfeldhof) - Mühlstraße (Oberbleichen) - Mühlstraße (Unterbleichen) - Nattenhauser Straße (Deisenhausen) - Nordhofen (Nordhofen) - Plättlingsweg (Deisenhausen) - Raiffeisenstraße (Deisenhausen) - Riedweg (Oberbleichen) - Rosenstraße (Unterbleichen) - Schildbachstraße (Deisenhausen) - Schloßberg (Unterbleichen) - Schloßhofstraße (Deisenhausen) - Schulstraße (Unterbleichen) - Sportplatzweg (Unterbleichen) - Sühnekreuzweg (Unterbleichen) - Tulpenweg (Unterbleichen) - Ulmer Straße (Deisenhausen) - Ungelter Weg (Deisenhausen) - Vöhlinstraße (Deisenhausen) - Vorderer Berg (Deisenhausen) - Ziegelweg (Oberbleichen) |

| ↑ Zurück zum Inhaltsverzeichnis |